# Gregs Tagebuch – Von Idioten umzingelt!
Gregs Tagebuch – Von Idioten umzingelt! ist eine US-amerikanische Jugend-Komödie aus dem Jahr 2010. Es ist die erste Literaturverfilmung der gleichnamigen Buchreiche Gregs Tagebuch. 2011 folgte Gregs Tagebuch 2 – Gibt’s Probleme?, 2012 entstand Gregs Tagebuch 3 – Ich war’s nicht!. Gregs Tagebuch – Böse Falle! aus dem Jahr 2017 weist eine neue Besetzung auf. Der Film wurde in der Umgebung von Vancouver, Kanada gedreht. Der Film bekam im Jahr 2021 eine Neuauflage im Computeranimationsstil, die nur auf dem Streaming-Dienst Disney+ verfügbar ist.

## Handlung
Der 11-jährige Gregory Heffley besucht neuerdings zusammen mit seinem Kumpel Rupert die Junior-Highschool. Dort treffen sie unter anderem auf Chirag Gupta, der ihnen die Geschichte des Fluchs des Stinkekäses erzählt, der anscheinend schon jahrelang auf dem Basketballplatz der Schule liegt.
Greg und Rupert verärgern an Halloween einige Teenager. In der Schule treten sie außerdem den Schülerlotsen bei. Aus Versehen bricht Greg im Winter Ruperts Arm, indem Greg einen Ball vor Ruperts Dreirad schmeißt und jener dann auf den Arm fällt. Anschließend bricht ihre Freundschaft, weil Rupert für eine Tat bestraft wird, die Greg begangen hat; er hat die Kindergartenkinder in einen Graben gelockt und ihnen Schrecken eingejagt, Rupert wird deswegen zunächst vom Schülerlotsendienst suspendiert. Später stellt sich heraus, dass es Greg war, dieser wird gefeuert und Rupert befördert. Rupert freundet sich daraufhin mit Chirag und Angie an. Als er anschließend ein Computerspiel von Greg zurückverlangt, tauchen wieder die Teenager von Halloween auf und zwingen Rupert, den Käse zu essen. Vor allen behauptet aber Greg, er selbst habe den Käse gegessen. Dann werden sie wieder gute Freunde.

## Hintergrund
Am 16. März 2010 erschien das von Jeff Kinney geschriebene Gregs Filmtagebuch. Es beinhaltet die komplette Produktion inklusive Bilder, Storyboards und Hintergrundinformationen. Auf DVD und Blu-ray erschien der Film am 3. August 2010. Insgesamt spielte Gregs Tagebuch 75.699.227 US-Dollar ein.

## Unterschiede zum Buch
- Der Käsefinger wird im Buch von Alf Hall mit nach Kalifornien genommen. Im Film löst sich die Sache auf, indem der deutsche Austauschschüler Dieter Müller zurück nach Düsseldorf reist. In der deutschen Synchronfassung kommt der Austauschschüler aus Frankreich und reist zurück nach Toulouse.
- In der Buchvorlage bringt Manni Rodricks Zeitschrift mit in den Kindergarten, doch in der Verfilmung liest er sie nur.
- Man kann im Buch nicht nachlesen, dass Greg und Rupert auf dem Boden in der Kantine essen müssen. Wobei Greg im Film die Seite aus seinem Tagebuch reißt. Im achten Band wird dies sogar widerlegt.
- Angie Steadman gibt es nur im Film.
- Greg hatte eigentlich die Idee, „Heissa Mama“-Comics zusammen mit Rupert zu zeichnen. Jedoch entschied sich Greg für etwas anderes und erlangte vorläufig den Posten als Comic-Zeichner. Dann bekam Rupert die Stelle durch die Übernahme von „Heissa Mama“. Außerdem wurde der Name der Comics im Film in „Au weia Mama“ geändert.
- Sämtliche Charaktere, die im Film vorkommen, haben in der deutschen Version des Buches einen anderen Namen (z. B. Chirag Gupta → Mike Lerner, Coach Malone → Mr. Underwood). Dennoch wurden die englischen Filmnamen ins Deutsche übertragen.
- Nachdem die Aufführung von „Der Zauberer von Oz“ von Greg ruiniert wurde, verliert Patty ihre Brille, da ein Apfel diese getroffen hat. Da Patty im Film aber keine Brille trägt, schubst sie Greg stattdessen um.
- Im Buch bekommt Patty den Käsefinger nicht, und Rupert hat sie ebenso nicht umarmt.
- Im Buch müssen die Schüler beim Vorsprechen die amerikanische Nationalhymne vorsingen, im Film singen sie den Song Total Eclipse of the Heart von Bonnie Tyler.

## Kritiken
„Und wieder eine Teenager-Komödie, die vor allem eines ist: nicht lustig! Das kommt dabei heraus, wenn man versucht, aus der beliebten Online-Cartoon-Serie von Jeff Kinney (mittlerweile ein Bestseller) einen Spielfilm zu machen. Was als kleine Bildfolge mit einem Gag gut funktioniert, hat als Realverfilmung keinerlei Charme und auch der Witz bleibt größtenteils auf der Strecke.“

„Im Gegensatz zu Jeff Kinneys weltweit über 30 Millionen Mal verkauften Comics erfreut der Film nicht Erwachsene wie Kinder gleichermaßen. Denn der bissige Humor fehlt in Thor Freudenthals klischeebeladener Familienkomödie (Teil zwei kommt am 26.5. ins Kino) gänzlich. Stattdessen wurden die Späße dem Alter der Hauptfigur angepasst.
Das bunte Treiben auf dem Schulflur wird auf DVD und Blu-ray Disc zwar farbenfroh, aber stellenweise unscharf wiedergegeben: Besonders das Bild der DVD flimmert leicht. Der 5.1-Soundmix beider Heimkino-Versionen steuert alle Boxen präzise an und überzeugt durch einen angemessenen Subwoofereinsatz – wenn Greg von seiner Erzfeindin Patty (Laine MacNeil) umgehauen wird, tut das schon beim Zuhören weh. Der wenig unterhaltsame Bonusteil enthält entfallene Szenen und einen Audiokommentar.“

„Obwohl die Darsteller aus Gregs Tagebuch teilweise sehr jung sind, beweisen sie schauspielerisches Talent und machen den Film auch für Erwachsene sehenswert. Es ist kein typischer Kiddie-/Teenie-Film, sondern etwas, das an die eigene Jugend erinnert. Schließlich hatte doch jeder Nerds, Streber oder Freaks in seiner Klasse und wollte beliebt sein. Gregs Tagebuch beschreibt diesen täglichen ‚Kampf‘ auf einfühlsame, höchst amüsante Weise. Die Welt, in der Greg lebt, ist verrückt und abgedreht und genau das macht den Reiz des Films aus. Unterstützend wirkt dabei der Einsatz von Comic-Elementen aus dem Buch von Jeff Kinney. Ist es da ein Wunder, dass bereits an der Fortsetzung Rodrick Rules gedreht wird? Wohl kaum!“

### Auszeichnungen und Nominierungen
| Tabellarische Übersicht der Auszeichnungen und Nominierungen | Tabellarische Übersicht der Auszeichnungen und Nominierungen | Tabellarische Übersicht der Auszeichnungen und Nominierungen                                                                 | Tabellarische Übersicht der Auszeichnungen und Nominierungen | Tabellarische Übersicht der Auszeichnungen und Nominierungen |
| Jahr                                                         | Auszeichnung                                                 | Für | Kategorie                                                    | Resultat                                                     |
| ------------------------------------------------------------ | ------------------------------------------------------------ | --- | ------------------------------------------------------------ | ------------------------------------------------------------ |
| 2011                                                         | Nickelodeon Kids’ Choice Awards                              | Gregs Tagebuch – Von Idioten umzingelt!                                                                                      | Lieblings-Kinofilm                                           | Nominiert                                                    |
| 2011                                                         | Young Artist Award                                           | Zachary Gordon | Best Performance in a Feature Film – Leading Young Actor     | Nominiert                                                    |
| 2011                                                         | Young Artist Award                                           | Robert Capron | Best Performance in a Feature Film – Supporting Young Actor  | Nominiert                                                    |
| 2011                                                         | Young Artist Award                                           | Alex Ferris | Best Performance in a Feature Film – Leading Young Actress   | Nominiert                                                    |
| 2011                                                         | Young Artist Award                                           | Zachary Gordon, Robert Capron, Devon Bostick, Alex Ferris, Karan Brar, Chloë Grace Moretz, Laine MacNeil und Grayson Russell | Best Performance in a Feature Film – Young Ensemble Cast     | Gewonnen                                                     |